# Livadia (Larnaca)
Livadia (in greco Λιβάδια) è un comune di Cipro, situato nel distretto di Larnaca.